# Ulrich Robeiri
Ulrich Dimitri Robeiri (Cayenne, 1982. október 26. –) olimpiai, világ- és Európa-bajnok francia párbajtőrvívó.